# البنتاغون (رواية)
البنتاغون Pentagon هي رواية من الأدب السياسي للكاتب الأمريكي ألن دروري نشرت في عام 1986. 
وتتبع الرواية البيروقراطية العسكرية الأمريكية وهي تتفاعل مع الأزمة مع الاتحاد السوفيتي. وهو عمل مستقل تدور أحداثه في جدول زمني خيالي مختلف عن رواية دروري "المشورة والموافقة" الصادرة عام 1959، والتي أكسبته جائزة بوليتزر للرواية.

## القصة
تدور الأحداث حول البيروقراطية العسكرية الأمريكية، وتعاملها مع الأزمة مع الاتحاد السوفيتي.
نشرت الرواية في المملكة المتحدة بعنوان آخر هو «صناع المصير» في عام 1988.